# Lina Carstens
Pour les articles homonymes, voir Carstens.
Lina Carstens (née le 6 décembre 1892 à Wiesbaden, morte le 22 septembre 1978 à Munich) est une actrice allemande.

## Biographie
Lina Carstens commence sa carrière avant la Première Guerre mondiale au théâtre de Karlsruhe. Pendant la guerre, elle fait partie du cabaret Retorte autour de l'écrivain Joachim Ringelnatz.
Pendant l'entre-deux-guerres, elle appartient à différents ensembles, dont la Volksbühne Berlin et le Bayerisches Staatsschauspiel. En 1939, elle est nommée Staatsschauspielerin.
Elle commence une carrière au cinéma en 1922. Après la Seconde Guerre mondiale, elle poursuit sa carrière comme une actrice de caractère. Elle tourne avec le nouveau cinéma allemand.
Lina Carstens est mariée de 1941 à sa mort en 1970 à l'écrivain Otto Ernst Sutter. À sa mort, ses cendres sont dispersées dans la mer du Nord.

## Distinctions
- Croix de commandeur de l'ordre du Mérite

## Filmographie sélective
- 1922 : Leidendes Land
- 1924 : Verkrachte Existenzen
- 1935 : April, April! (en)
- 1935 : La Fille des marais
- 1937 : Paramatta, bagne de femmes
- 1937 : La Cruche cassée
- 1938 : Magda
- 1939 : Mann für Mann
- 1941 : Ein Windstoß
- 1942 : Hochzeit auf Bärenhof
- 1944 : Un ange qui triche
- 1949 : La Chair
- 1951 : Dr. Holl
- 1952 : Mon nom est Niki (de)
- 1952 : Die große Versuchung
- 1953 : L'amour n'est pas un jeu (Ein Herz spielt falsch) de Rudolf Jugert
- 1953 : Fanfaren der Ehe
- 1954 : Héros en blanc (Sauerbruch – Das war mein Leben)
- 1954 : Feu d'artifice
- 1954 : Die verschwundene Miniatur
- 1954 : Gestatten, mein Name ist Cox
- 1955 : Geliebte Feindin
- 1955 : Ciel sans étoiles
- 1956 : Heute heiratet mein Mann
- 1956 : Zärtliches Geheimnis
- 1958 : Wir Wunderkinder
- 1958 : Zum goldenen Ochsen
- 1958 : Résurrection
- 1959 : Der Engel, der seine Harfe versetzte
- 1959 : Ein Mann geht durch die Wand
- 1959 : L'Amour, c'est mon métier
- 1959 : Arzt ohne Gewissen
- 1960 : Fais ta valise Sherlock Holmes (de)
- 1960 : Gustav Adolfs Page
- 1962 : Er kann’s nicht lassen
- 1962 : Liebling, ich muß dich erschießen
- 1974 : Der Räuber Hotzenplotz
- 1974 : Drei Männer im Schnee
- 1974 : Lina Braake fait sauter la banque
- 1975 : Berlinger
- 1978 : Der Schimmelreiter (de)

Télévision
- 1960 : Der Frieden unserer Stadt
- 1968 : Les Aventures de Tom Sawyer (de)
- 1972–1974 : Kara Ben Nemsi Effendi
- 1973 : Tod auf der Themse
- 1973 : Der Bastian
- 1974 : Inspecteur Derrick : Le Chemin à travers bois
- 1975 : Der Kommissar : Fährt der Zug nach Italien?
- 1976 : Die Ilse ist weg
- 1977 : Hans und Lene
- 1977 : Haus der Frauen (pl)
- 1978 : Eurydike oder Das Mädchen von Nirgendwo

## Source de la traduction
- (de) Cet article est partiellement ou en totalité issu de l’article de Wikipédia en allemand intitulé « Lina Carstens » (voir la liste des auteurs).